# Гай Фонтей Капітон (консул-суфект 33 року до н. е.)
Гай Фонтей Капітон (лат. Gaius Fonteius Capito; Рим,? — після 27 до н. е.) — політичний та військовий діяч часів занепаду Римської республіки та початку Римської імперії, консул-суфект 33 року до н. е.

## Життєпис
Походив із заможного плебейського роду Фонтеїв Капітонів з Тускулу. Син Гая Фонтея Капітона. Здобув гарну освіту. Про початок державної кар'єри нічого невідомо. У 49 році до н. е. підтримав Гая Юлія Цезаря у боротьбі з Гнеєм Помпеєм Магном. Дружив з Марком Антонієм.
У 39 році до н. е. став народним трибуном. Того ж року увійшов до колегії понтифіків. У 39-38 роках до н. е. отримав пропреторський імперій, керуючи провінцією Віфінія або Кілікія. Під час каденції карбував монети із зображенням Марка Антонія та його дружини Октавії. Надалі увійшов до кола друзів Гая Цільнія Мецената.
У 37 році до н. е. супроводжував останнього з Тарраціни до Брундізія. Разом з Луцієм Кокцеєм Нервою підготував Тарентську угоду, яка на деякий час замирила Антонія та Октавіана Августа. Після цього рушив з Антонієм до Єгипту. Згодом привіз царицю Клеопатру до Антіохії (столиці римської провінції Сирія). Перебував тут до 36 року до н. е.
Після невдалого походу Антонія проти Парфії повернувся до Риму. У 33 році до н. е. його призначено консулом-суфектом разом з Марком Ацилієм Глабріоном. Його каденція тривала з липня до жовтня. Помер у Нижній Германії.

## Родина
- Гай Фонтей Капітон, консул 12 року